# John Hamilton Mortimer
John Hamilton Mortimer (Eastbourne, 17 settembre 1740 – Londra, 4 febbraio 1779) è stato un pittore inglese, considerato un protagonista nello sviluppo dell'arte romantica inglese.

## Biografia

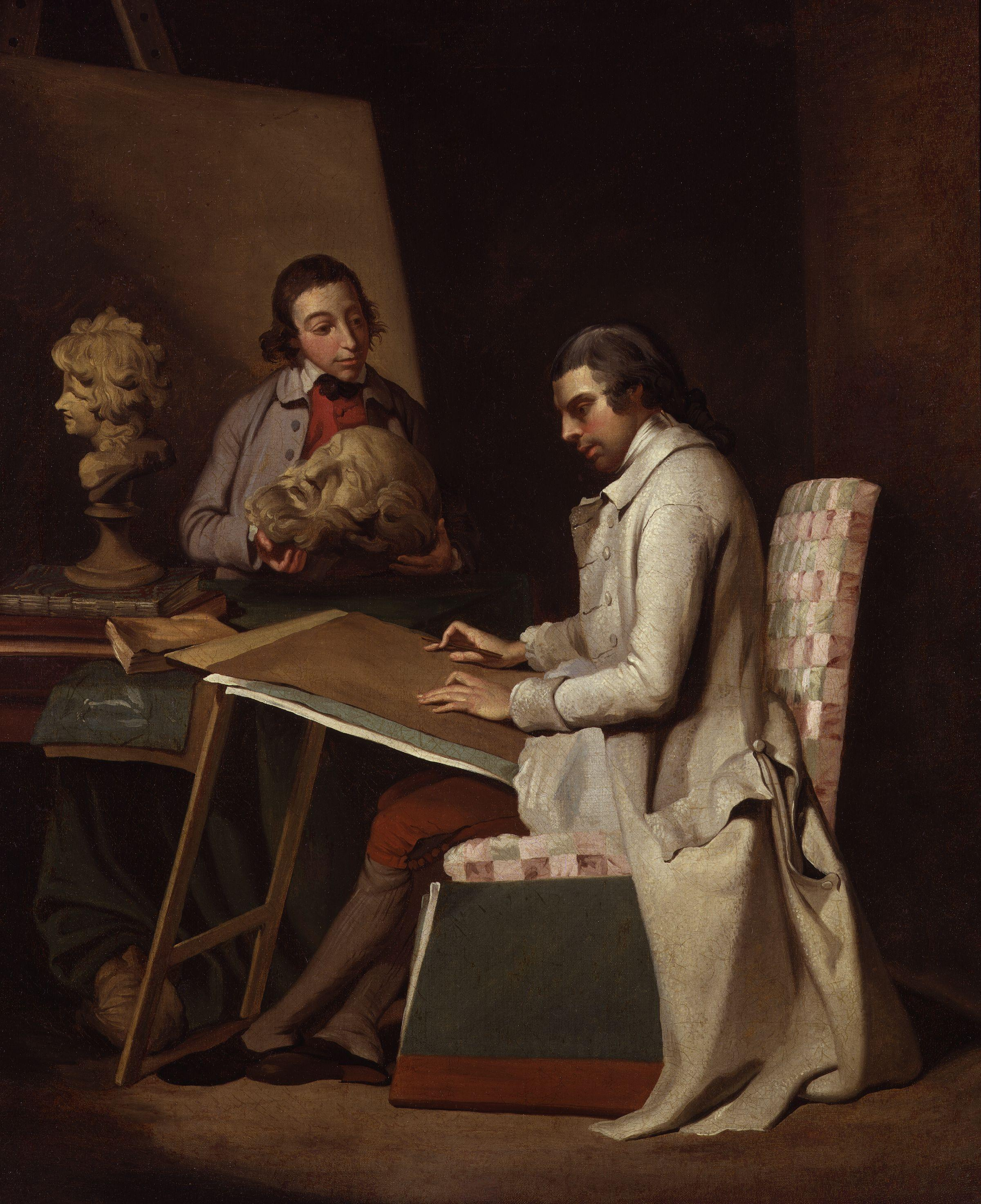
John Hamilton Mortimer con un allievo, 1765, National Portrait Gallery

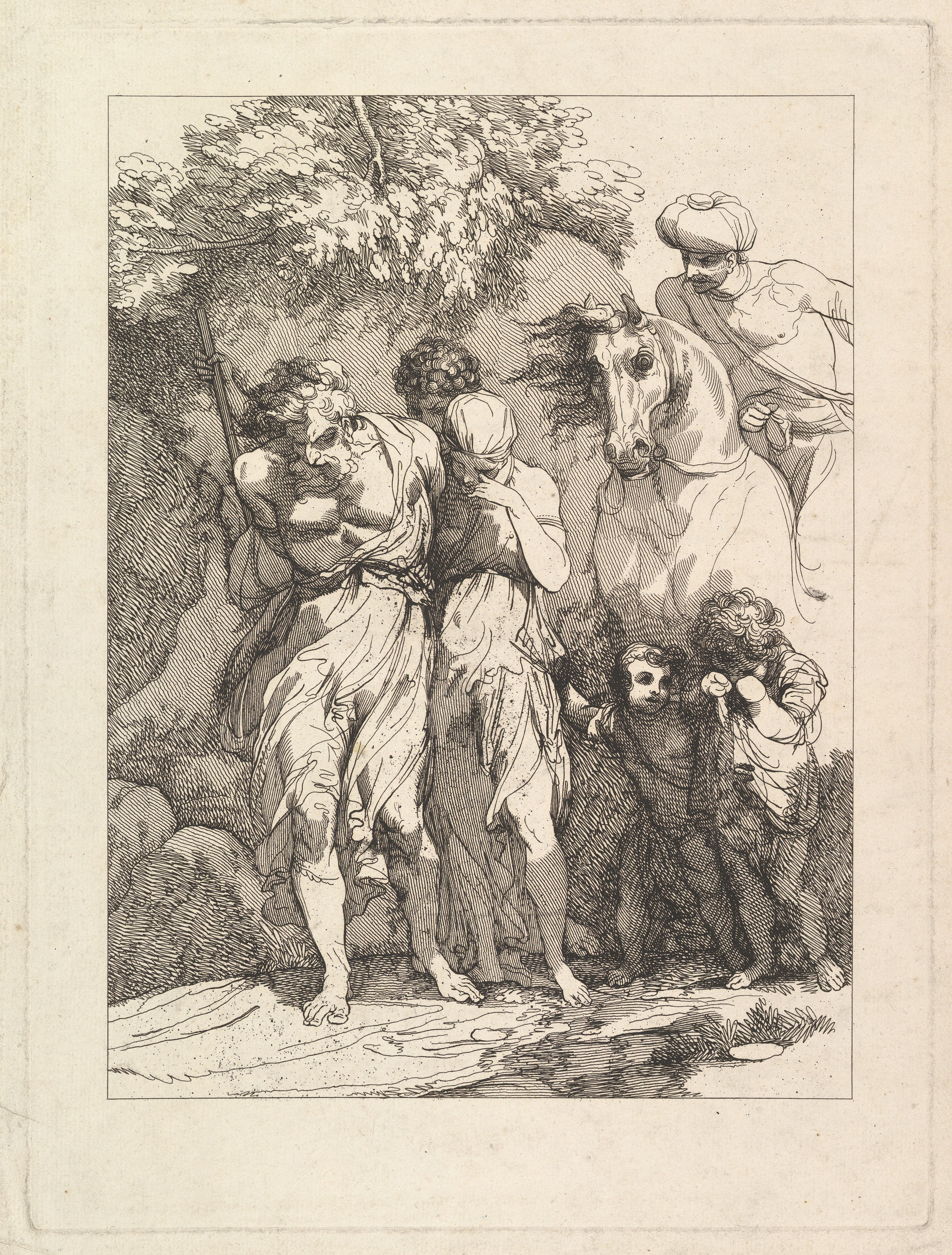
Una famiglia prigioniera, 1783, Metropolitan Museum of Art

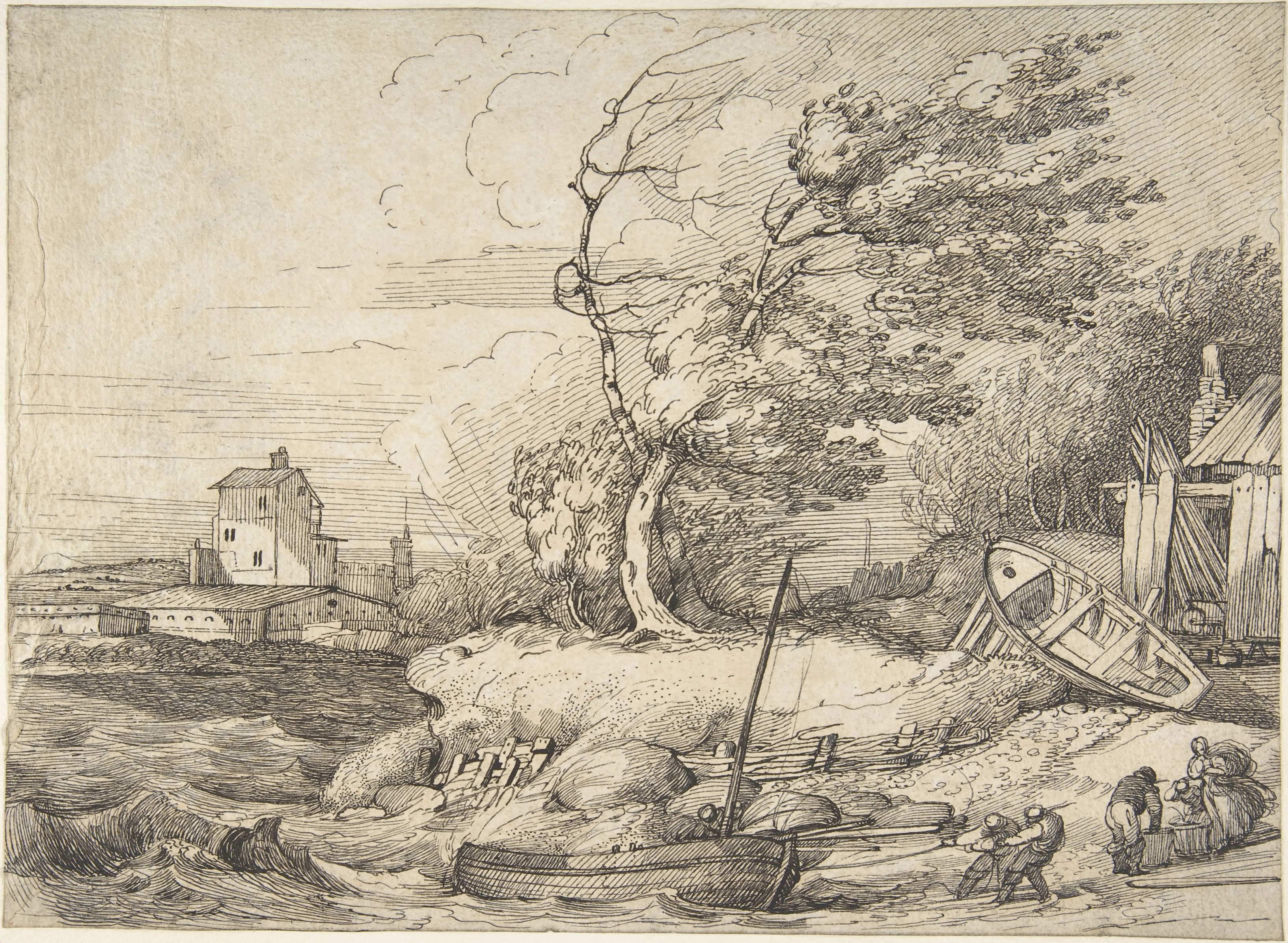
Burrasca su una spiaggia con una barca da pesca, circa 1770, Metropolitan Museum of Art

John Hamilton Mortimer nacque a Eastbourne, nel Sussex, il 17 settembre 1740,in una famiglia benestante, e all'età di diciassette anni si trasferì a Londra per avvicinarsi all'arte, preferendola rispetto all'attività di artigiano, appoggiato in questo progetto dallo zio Roger Mortimer, che fu il suo primo maestro.
La vita di Mortimer si caratterizzò per ideali romantici, selvaggi, con vicissitudini estreme, come naufragi evitati per un pelo, duelli di spada pericolosi, ma dopo il suo matrimonio, nel 1775, decise di modificare il suo stile di vita abbandonando i suoi focosi comportamenti, dedicando così tutte le sue energie nell'arte.
Fu un pittore e acquafortista, allievo del ritrattista Thomas Hudson, di Robert Edge Pinee di Giovanni Battista Cipriani; dal 1759 in poi espose, ottenendo molti premi, alla Saint Martin’s Lane Academy, alla Duke of Richmond's Gallery, alla Society of Artists e, infine, alla Royal Academy of Arts.
Il primo vero successo arrivò con il dipinto di carattere storico-religioso, intitolato San Paolo che predica ai britanni del 1764 e l'anno seguente diventò membro della importante Society of Artists, di cui divenne presidente nel 1774.
Si dedicò con successo alla ritrattista, tra cui si può menzionare il Ritratto di donna (Parigi, Museo del Louvre), e dal 1760 si impegnò con temi storici (Re Giovanni concede la Magna Charta; La battaglia di Azincourt; Il boxer Jack Broughton, circa 1767, Paul Mellon Collection, New Haven), con temi di genere a carattere drammatico ispirati a scritti di William Shakespeare oppure teatrali, infine trattò, anche nei disegni e nelle incisioni, scene di orrore,e paesaggi selvaggi con banditi, influenzato dal pittore e stampatore barocco italiano Salvator Rosa, dal Guercino e da Michelangelo interpretato da Joshua Reynolds, e dal 1772 Mortimer venne definito come "il Salvator inglese".
Si interessò anche alla pittura di tematiche mitologiche, che consentiva una certa eloquenza nelle forme, come in Ercole che uccide l'idra di Lerma (Victoria and Albert Museum).
Le sue opere migliori risultarono le incisioni e i quadri di genere, dove dimostrò una maggiore vivacità narrativa, e un acuto senso critico nei riguardi della società e dei costumi (I progressi del vizio), assai vicini per il contenuto moralistico a quelli di William Hogarth.
Mortimer fu molto apprezzato da molti degli artisti più giovani contemporanei, in particolare da William Blake, che lo considerava un oppositore a Joshua Reynolds e all'arte accademica convenzionale.

## Opere
- San Paolo che predica ai britanni (1764);
- Ritratto di donna (Museo del Louvre);
- John Hamilton Mortimer con un allievo (1765, National Portrait Gallery);
- Re Giovanni concede la Magna Charta;
- La battaglia di Azincourt;
- Il boxer Jack Broughton (circa 1767, Paul Mellon Collection, New Haven);
- Burrasca su una spiaggia con una barca da pesca (circa 1770, Metropolitan Museum of Art);
- Riccardo II (dodici caratteri tratti da Shakespeare) (1775, Metropolitan Museum of Art);
- Ofelia (dodici caratteri tratti da Shakespeare) (1775, Metropolitan Museum of Art);
- Duca di York (dodici caratteri tratti da Shakespeare) (1776, Metropolitan Museum of Art);
- Ercole che uccide l'idra di Lerma (Victoria and Albert Museum);
- I progressi del vizio;
- Autoritratto (prima del 1779);
- Caio Mario sulle rovine di Cartagine (1782, Metropolitan Museum of Art);
- Una famiglia prigioniera (1783, Metropolitan Museum of Art);
- Barca in una tempesta in mare (1786, Metropolitan Museum of Art).